# Килмейн

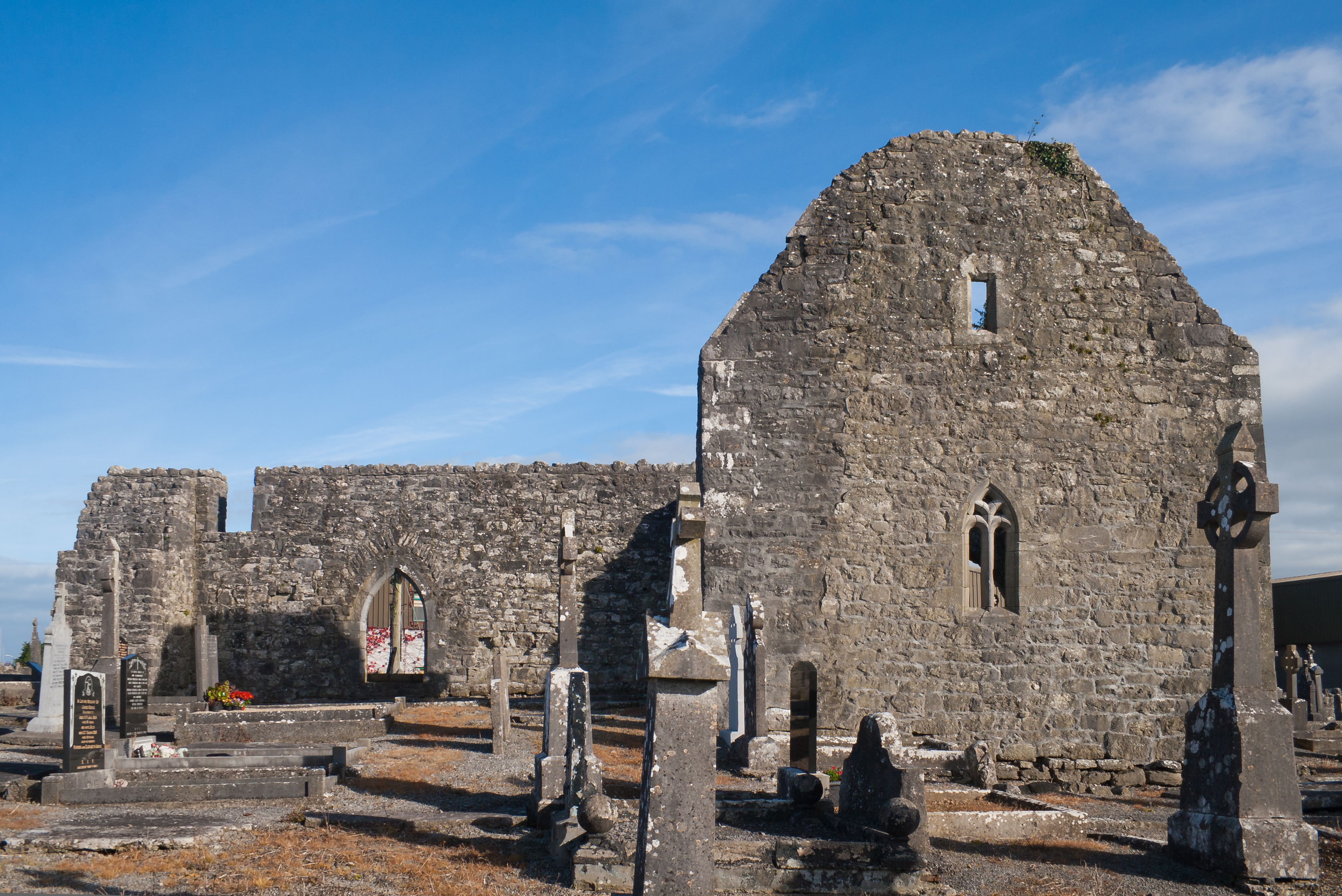
Старая церковь в Килмейне с ажурным окном XVI века; часть раннехристианского монастыря, который, по преданию, был основан Святым Патриком. Пребенда Туама.

Килмейн (англ. Kilmaine; ирл. Cill Mheáin) — деревня и баронство в Ирландии, находится в графстве Мейо (провинция Коннахт).
Деревня на дороге N84 находится между Шрулом и Баллинробом.

## Демография
Население — 142 человека (по переписи 2006 года). В 2002 году население было 184 человек.
Данные переписи 2006 года:
| Общие демографические показатели |               |                               |                               |      |      |
| Всё население                    | Всё население | Изменения населения 2002—2006 | Изменения населения 2002—2006 | 2006 | 2006 |
| 2002                             | 2006          | чел.                          | %                             | муж. | жен. |
| 184                              | 142           | -42                           | -22,8                         | 68   | 74   |